# EPrix de Long Beach de 2016
O ePrix de Long Beach de 2016 foi a sexta etapa da segunda temporada do campeonato automobilístico Fórmula E. O vencedor da prova foi Lucas Di Grassi, o francês Stéphane Sarrazin terminou a prova em segundo, Daniel Abt, companheiro de Di Grassi, completou o pódio.

## Treino Classificatório[1]
O grid de largada da Fórmula E é definido em 5 partes, sendo a última a Superpole, na qual são definidas as cinco primeiras posições.
| Pos. | Piloto                 | Equipe                    | Tempo    |
| ---- | ---------------------- | ------------------------- | -------- |
| 1    | Sam Bird               | DS Virgin Racing          | 0:57.261 |
| 2    | Lucas Di Grassi        | ABT Schaeffler Audi Sport | 0:57.270 |
| 3    | Stéphane Sarrazin      | Venturi                   | 0:57.412 |
| 4    | Nick Heidfeld          | Mahindra Racing           | 0:57.825 |
| 5    | Robin Frijns           | Amlin Andretti            | 0:57.145 |
| 6    | Daniel Abt             | ABT Schaeffler Audi Sport | 0:57.151 |
| 7    | Sébastien Buemi        | Renault e.dams            | 0:57.189 |
| 8    | Nicolas Prost          | Renault e.dams            | 0:57.284 |
| 9    | Jérôme d'Ambrosio      | Dragon Racing             | 0:57.288 |
| 10   | Bruno Senna            | Mahindra Racing           | 0:57.383 |
| 11   | Jean-Éric Vergne       | DS Virgin Racing          | 0:57.496 |
| 12   | Simona De Silvestro    | Amlin Andretti            | 0:57.696 |
| 13   | Oliver Turvey          | NEXTEV TCR                | 0:57.952 |
| 14   | Mike Conway            | Venturi                   | 0:58.144 |
| 15   | Salvador Durán         | Team Aguri                | 0:58.417 |
| 16   | Loïc Duval             | Dragon Racing             | 0:59.049 |
| 17   | Nelson Piquet Jr.1     | NEXTEV TCR                | 0:58.015 |
| DSQ  | António Félix da Costa | Team Aguri                |          |

- DSQ = Desclassificado do treino classificatório
- ↑1 Foi punido em cinco posições pois trocou o motor

## Corrida[2]
| Pos. | Piloto                 | Equipe                    | Voltas | Tempo     | Grid | Ptos. |
| ---- | ---------------------- | ------------------------- | ------ | --------- | ---- | ----- |
| 1    | Lucas Di Grassi        | ABT Schaeffler Audi Sport | 41     | 41 voltas | 2    | 25    |
| 2    | Stéphane Sarrazin      | Venturi                   | 41     | +0.787    | 3    | 18    |
| 3    | Daniel Abt             | ABT Schaeffler Audi Sport | 41     | +1.685    | 6    | 15    |
| 4    | Nick Heidfeld          | Mahindra Racing           | 41     | +2.343    | 4    | 12    |
| 5    | Bruno Senna            | Mahindra Racing           | 41     | +4.968    | 10   | 10    |
| 6    | Sam Bird               | DS Virgin Racing          | 41     | +5.229    | 1    | 111   |
| 7    | Jérôme d'Ambrosio      | Dragon Racing             | 41     | +6.735    | 9    | 6     |
| 8    | Loïc Duval             | Dragon Racing             | 41     | +8.057    | 16   | 4     |
| 9    | Simona De Silvestro    | Amlin Andretti            | 41     | +10.505   | 12   | 2     |
| 10   | Mike Conway            | Venturi                   | 41     | +10.900   | 14   | 1     |
| 11   | Nicolas Prost          | Renault e.dams            | 41     | +11.205   | 8    |       |
| 12   | Oliver Turvey          | NEXTEV TCR                | 41     | +17.417   | 13   |       |
| 13   | Jean-Éric Vergne       | DS Virgin Racing          | 40     | +1 volta  | 11   |       |
| 14   | Salvador Durán         | Team Aguri                | 40     | +1 volta  | 15   |       |
| 15   | Robin Frijns           | Amlin Andretti            | 40     | +1 volta  | 5    |       |
| Ret  | Sébastien Buemi        | Renault e.dams            | 38     | +3 voltas | 7    | 2     |
| Ret  | António Félix da Costa | Team Aguri                | 33     | +8 voltas | 18   |       |
| Ret  | Nelson Piquet Jr.      | NEXTEV TCR                | 32     | +9 voltas | 17   |       |

- Ret = Não completou a prova
- ↑1 Ganhou três pontos pois fez a Pole Position
- ↑2 Ganhou dois pontos pois fez a volta mais rápida da corrida

## Classificação do campeonato após a corrida[3][4]
Apenas as cinco primeiras posições estão representadas.
| Pos | Piloto            | Pontos | Var |
| --- | ----------------- | ------ | --- |
| 1   | Lucas di Grassi   | 101    | 1   |
| 2   | Sébastien Buemi   | 100    | 1   |
| 3   | Sam Bird          | 71     | 0   |
| 4   | Jérôme d'Ambrosio | 64     | 0   |
| 5   | Stéphane Sarrazin | 48     | 3   |

| Pos | Construtor                | Pontos | Var |
| --- | ------------------------- | ------ | --- |
| 1   | Renault e.dams            | 138    | 0   |
| 2   | ABT Schaeffler Audi Sport | 132    | 1   |
| 3   | Dragon Racing             | 112    | 1   |
| 4   | DS Virgin Racing          | 77     | 0   |
| 5   | Mahindra Racing           | 61     | 0   |